# Wereldkampioenschappen zwemmen 2025 – 4×200 meter vrije slag vrouwen
De 4×200 meter vrije slag vrouwen op de wereldkampioenschappen zwemmen 2025 vond plaats op 31 juli 2025 in Singapore. De acht snelste ploegen in de series kwalificeerden zich voor de finale.

## Records
Voorafgaand aan het toernooi waren dit het wereldrecord en het kampioenschapsrecord
| Wereldrecord         | Australië Mollie O'Callaghan Shayna Jack Brianna Throssell Ariarne Titmus | 7.37,50 | Fukuoka | 27 juli 2023 |
| Kampioenschapsrecord | Australië Mollie O'Callaghan Shayna Jack Brianna Throssell Ariarne Titmus | 7.37,50 | Fukuoka | 27 juli 2023 |

## Uitslagen

### Series
| Rang | Serie | Baan | Land                | Namen | Tijd    | Bijz. |
| ---- | ----- | ---- | ------------------- | --- | ------- | ----- |
| 1    | 1     | 5    | Verenigde Staten    | Simone Manuel (1.58,06) Anna Peplowski (1.55,16) Anna Moesch (1.57,75) Bella Sims (1.58,46)                | 7.49,43 | Q     |
| 2    | 1     | 4    | Australië           | Abbey Webb (1.58,66) Milla Jansen (1.59,51) Hannah Casey (1.57,66) Brittany Castelluzzo (1.55,93)          | 7.51,76 | Q     |
| 3    | 1     | 3    | China               | Yu Zidi (1.59,28) Yu Yiting (1.58,36) Wu Qingfeng (1.59,10) Yang Peiqi (1.57,32)                           | 7.54,06 | Q     |
| 4    | 1     | 7    | Hongarije           | Dóra Molnár (1.59,08) Panna Ugrai (1.58,82) Nikolett Pádár (1.58,61) Lilla Minna Ábrahám (1.58,18)         | 7.54,69 | Q     |
| 5    | 1     | 6    | Canada              | Ella Jansen (1.58,78) Sienna Angove (1.58,62) Ella Cosgrove (1.59,41) Brooklyn Douthwright (1.58,09)       | 7.54,90 | Q     |
| 6    | 1     | 2    | Verenigd Koninkrijk | Leah Schlosshan (1.59,50) Abbie Wood (1.58,86) Lucy Hope (2.00,40) Freya Anderson (1.57,65)                | 7.56,41 | Q     |
| 7    | 1     | 1    | Italië              | Matilde Biagiotti (1.59,39) Anna Chiara Mascolo (1.58,75) Bianca Nannucci (1.58,44) Sofia Morini (2.00,44) | 7.57,02 | Q     |
| 8    | 1     | 8    | Japan               | Nagisa Ikemoto (1.58,90) Miyu Namba (1.59,32) Waka Kobori (1.59,41) Ichika Kajimoto (2.01,17)              | 7.58,80 | Q     |
| 9    | 1     | 9    | Zuid-Korea          | Park Hee-kyung (1.59,94) Kim Bo-min (2.01,22) Park Su-jin (2.02,21) Jo Hyun-ju (1.57,74)                   | 8.01,11 |       |
| 10   | 1     | 0    | Zuid-Afrika         | Aimee Canny (2.00,60) Georgia Nel (2.02,86) Hannah Robertson (2.04,76) Catherine van Rensburg (2.04,84)    | 8.13,06 |       |

### Finale
| Rang   | Baan | Land                | Namen | Tijd    | Bijz. |
| ------ | ---- | ------------------- | --- | ------- | ----- |
| Goud   | 5    | Australië           | Lani Pallister (1.54,77) Jamie Perkins (1.55,13) Brittany Castelluzzo (1.56,01) Mollie O'Callaghan (1.53,44)          | 7.39,35 |       |
| Zilver | 4    | Verenigde Staten    | Claire Weinstein (1.54,83) Anna Peplowski (1.54,75) Erin Gemmell (1.56,72) Katie Ledecky (1.53,71)                    | 7.40,01 | AM    |
| Brons  | 3    | China               | Liu Yaxin (1.55,94) Yang Peiqi (1.55,84) Yu Yiting (1.56,37) Li Bingjie (1.54,84)                                     | 7.42,99 |       |
| 4      | 6    | Hongarije           | Nikolett Pádár (1.57,19) Panna Ugrai (1.57,18) Dóra Molnár (1.58,72) Lilla Minna Ábrahám (1.56,57)                    | 7.49,66 |       |
| 5      | 7    | Verenigd Koninkrijk | Freya Colbert (1.57,05) Freya Anderson (1.58,36) Abbie Wood (1.57,77) Leah Schlosshan (1.58,69)                       | 7.51,87 |       |
| 6      | 2    | Canada              | Brooklyn Douthwright (1.58,58) Sienna Angove (1.57,86) Ella Cosgrove (1.58,64) Ella Jansen (1.57,44)                  | 7.52,52 |       |
| 7      | 1    | Italië              | Anna Chiara Mascolo (1.58,22) Bianca Nannucci (1.58,31) Matilde Biagiotti (1.58,43) Emma Virginia Menicucci (1.59,20) | 7.54,16 |       |
| 8      | 8    | Japan               | Nagisa Ikemoto (1.59,65) Miyu Namba (1.59,82) Waka Kobori (1.58,45) Ichika Kajimoto (2.00,21)                         | 7.58,13 |       |